# 歴史主義建築

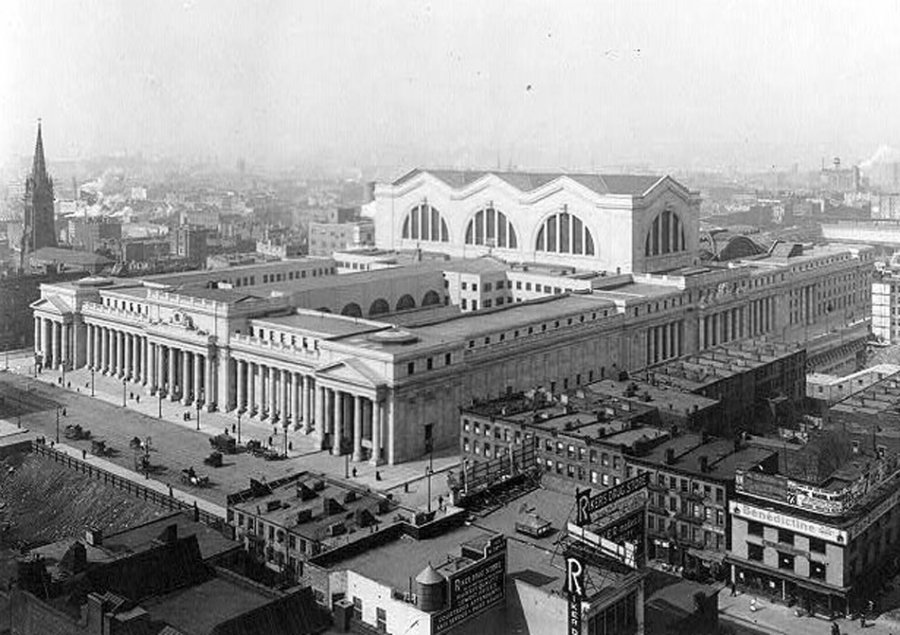
歴史主義建築の例。ギリシア神殿のように列柱の並ぶボザール様式のペンシルベニア駅の駅舎。1911年頃に北東から見た写真

歴史主義建築（れきししゅぎけんちく）は、19世紀から20世紀はじめごろの時期に、西洋の過去の建築様式を復古的に用いて設計された建築のこと。
18世紀の新古典主義建築と20世紀のモダニズム建築に挟まれた時期に現れた、特定の傾向の建築を指す。類似する用語に折衷主義があるが、両者の違いは、歴史主義が過去の建築様式のリヴァイヴァルを本旨としているのに対し、折衷主義は特定の様式にとらわれず、いわば「いいとこ取り」をして建築家の作意により複数の様式を組み合わせて造形することにある。たとえば、ゴシック・リヴァイヴァルの建築はゴシック様式に基づいて設計されていることから「歴史主義」ではあるが、複数の様式を組み合わせてはいないので「折衷主義」ではない。

## 概要
新古典主義建築では古代ギリシアとローマの建築が理想とされたが、19世紀になると中世のゴシックや近世のルネサンスが再評価され、過去の建築様式のリヴァイヴァル運動が起こった。同じ建築家の作品でも、教会を建てるときはゴシック、公共建築を建てるときはルネサンス、などと用途に合わせて様々な様式を用いる状況も見られるようになった。こうした手法は20世紀初頭ごろまで主流であったが、近代建築運動の中で否定されていった。
「歴史主義」という言葉はイギリスの建築史家ニコラス・ペブスナーによるもので、モダニズムの観点から見た19世紀建築に対する蔑称である。モダニズム全盛時代の価値観では歴史主義建築の時代は、過去の様式にとらわれ、前向きな理念を見失い混沌とした百鬼夜行の世界、節操のない折衷主義の時代であり、建築技術的にも見るものがなく、価値が低いものとみなされた。
しかし、モダニズムが広まりきったことで逆に希少価値が生まれ、今日に続く都市の美観を形成するうえで大きな役割を果たすようになった。東京駅や三菱一号館美術館では、周囲のモダニズム建築の多くが解体の憂き目に遭う中で復元されている。

## 代表的な作品

### イギリス
- 1748-1777年　ストローベリ・ヒル（ホレス・ウォルポール）　中世趣味の作品で、ゴシック・リヴァイヴァルの先駆
- 1815-1823年　ロイヤル・パビリオン（ジョン・ナッシュ）　イスラム様式
- 1819-1829年　リージェント・ストリート（ジョン・ナッシュ）　ジョージアン様式：ジョージ1世-4世（1714-1830年）当時の古典主義的様式
- 1836-1860年ごろ　国会議事堂（バリー、オーガスタス・ウェルビー・ノースモア・ピュージン）　ゴシック・リヴァイヴァルの代表作
- 1887-1888年　スコットランドヤード（ロンドン警視庁初代庁舎）（リチャード・ノーマン・ショウ）　クイーン・アン様式：アン女王時代（1707-1714年）当時の様式とされたもの
- 1908年　ピカデリーホテル（リチャード・ノーマン・ショウ）　エドワーディアン・バロック：20世紀始めのエドワード7世時代（1901-1910年）に流行した様式

ショウはウィリアム・モリスの影響から中世趣味になり、クイーン・アン様式を得意とした（ヴィクトリアン・ゴシックとも）。後に大げさなエドワーディアン・バロックに転じた。
- 1912-1931年　インド総督府（エドウィン・ラッチェンス）　インド建築の装飾を採用

### フランス
- 1843-1850年　サント・ジュヌヴィエーブ図書館　ネオ・ルネサンス
- 1852-1857年　ルーブル宮殿新館　ネオ・バロック
- 1861-1874年　オペラ座（シャルル・ガルニエ）　ネオ・バロック

### ドイツ
- 1838-1841年　ドレスデン歌劇場（ゼンパー）
- 1884-1894年　国会議事堂

### アメリカ合衆国
アメリカ合衆国は「歴史の浅い国」という自覚があっただけに、ある意味でヨーロッパ以上に古典様式を理想と捉える風潮が長く続いた。建国以来、イギリスのジョージアン様式（18世紀-）が公共建築や住宅に好んで用いられ、さらにパリのエコール・デ・ボザールで学んだ建築家が古典主義系の歴史主義建築を造り続けた（アメリカン・ボザール）。マッキム・ミード＆ホワイト事務所がボザール流の作品を多く残している。また、ヴィクトリアン・ゴシックの影響を受けた建築家の作品もある。

### 日本

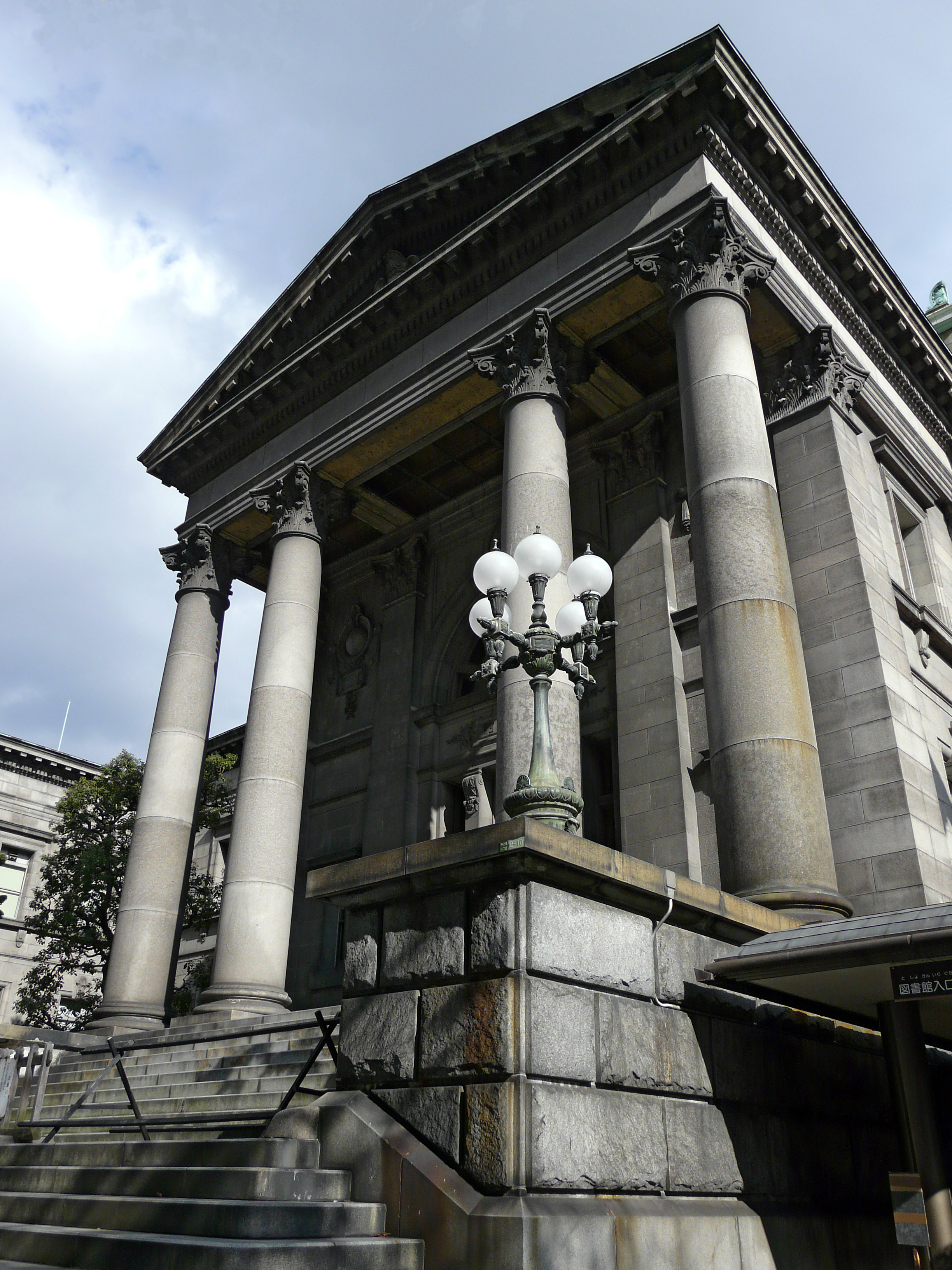
大阪府立中之島図書館

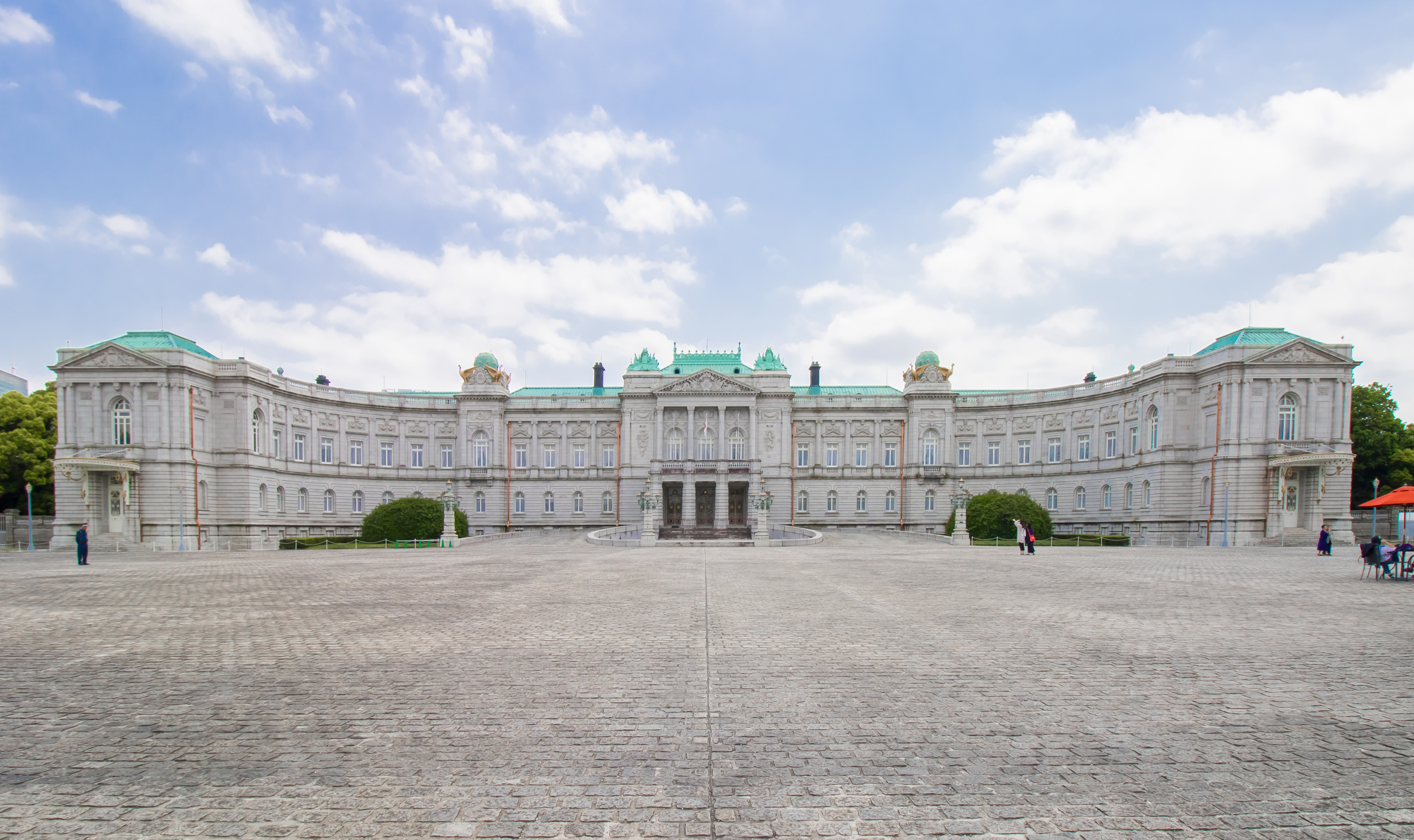
赤坂離宮

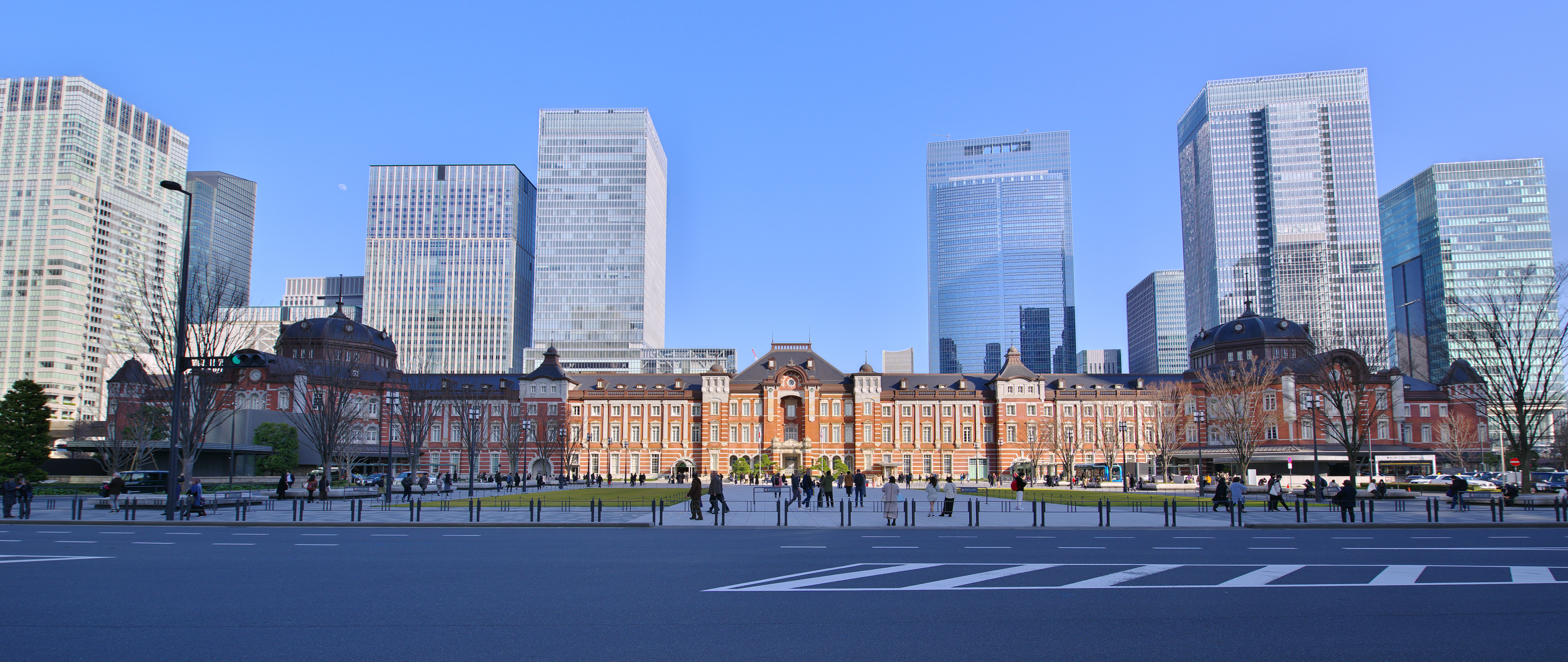
東京駅

明治時代に近代化＝西欧化を目標とした際、建築の分野で実際にモデルになったのは同時代の歴史主義建築であった。工部大学校で日本人建築家を養成したお雇い外国人・ジョサイア・コンドルはヴィクトリアン・ゴシックの建築家であり、教え子の辰野金吾もロンドンに留学し、イギリスの影響を強く受けた。辰野の作品である東京駅にも、クイーン・アン様式建築の影響が色濃い（フリー・クラシックともいわれる）。ドイツ、フランスに留学した建築家もいたが、総じて明治建築の主流はイギリス系であったといえよう。大正時代に入るころには、ヨーロッパ各国の近代建築運動が紹介され、ウィーン分離派やドイツの表現主義の影響なども見られるようになり、歴史主義から離れた多様な表現が生まれてきた。昭和に入るころの若い建築家たちはル・コルビュジエらのモダニズム建築に心酔していったが、歴史主義建築に対する支持も強く、アメリカン・ボザールの影響を受けた大規模な作品が造られ、都市を飾った。また、ヨーロッパ以外の伝統的様式（日本、アジア）を取り入れた作品もここに含めておく。
- 1884年　同志社大学校舎群 - 彰栄館（1884年、D.C.グリーン）、礼拝堂（1886年、D.C.グリーン）、有終館（1887年、D.C.グリーン）、ハリス理化学館（1890年、A.N.ハンセル）、クラーク記念館（1893年、R.ゼール）、啓明館（1920年、ヴォーリズ）、アーモスト館（1932年、ヴォーリズ）
- 1888年　北海道庁旧本庁舎（北海道庁土木課）　アメリカ風ネオバロック様式
- 1895年　法務省旧本館（ヘルマン・エンデ/ヴィルヘルム・ベックマン）　ドイツ系のネオバロック様式
- 1896年　日本銀行（辰野金吾）　新古典主義のイングランド銀行を範とした作品
- 1896年　岩崎久弥邸（ジョサイア・コンドル）　ジャコビアン様式（イギリスにおける初期ルネサンスのリヴァイヴァル）といわれる
- 1902年　兵庫県公館（山口半六）　フランス系のルネサンス様式
- 1904年　大阪府立中之島図書館（野口孫市、日高胖） ネオ・バロック様式
- 1904年　京都府庁（松室重光）　フランス系のルネサンス様式
- 1904年　旧横浜正金銀行本店本館（現神奈川県立歴史博物館）（妻木頼黄）　ドイツのバロックの影響が見られるといわれる
- 1909年　赤坂離宮（片山東熊）　ヴェルサイユ宮殿などを範とし、フランスのバロックの影響が色濃い
- 1912年　慶應義塾図書館旧館（曽禰中條建築事務所）　イギリスのカレッジを思わせるゴシック様式
- 1912年　真宗信徒生命保険社屋（伊東忠太） 現「伝道院」（浄土真宗本願寺派布教使養成所） クイーン・アン様式を基調にインド風を加えたようなデザイン　1988年京都市指定有形文化財
- 1913年　大阪市中央公会堂（岡田信一郎（原案）、辰野金吾、片岡安）　ネオ・ルネサンス様式を基調
- 1914年　東京駅（辰野金吾）　フリークラシック（ヴィクトリアン・ゴシック風）
- 1914年　三越百貨店本店（横河民輔）　欧米のデパートを参考にした（関東大震災後に改修）
- 1917年　奥平野浄水場旧急速濾過場上屋（河合浩蔵）　ドイツ系のルネサンス様式
- 1924年　歌舞伎座（岡田信一郎）　桃山様式といわれる
- 1927年　神戸税関（大蔵省）　ルネサンス様式
- 1929年　三井本館（トロブリッジ＆リビングストン事務所）　アメリカの設計事務所が設計した新古典主義（アメリカン・ボザール）の大作
- 1932年　旧国立生糸検査所（置塩章）　ゴシック系の装飾を採り入れている
- 1934年　明治生命館（岡田信一郎）　アメリカン・ボザールの影響が色濃い
- 1934年　築地本願寺（伊東忠太）　インド風のデザインを用いる
- 1935年　旧横浜正金銀行神戸支店（現神戸市立博物館）（桜井小太郎）　新古典主義様式
- 1936年　大阪市立美術館（伊藤正文、海上静一）　装飾は簡略化されている
- 1937年　東京国立博物館（渡辺仁（原案）、宮内省内匠寮）　和風デザインで帝冠様式とも言われる